# Short Folder
Short Folder je obecné označení, které se často používá pro několik různých typů letounů firmy Short Brothers navržených a postavených před první světovou válkou a během ní. Firma Short Brothers vyvinula a patentovala od roku 1913 mechanismus skládacích křídel pro letadla letadlových lodí; křídla byla sklopná tak, že se sklápěla vodorovně podél trupu, čímž se zmenšil úložný prostor potřebný pro jejich uložení na palubě lodi.
Společnost Shorts vyrobila mnoho letadel typu „folder"; kromě toho velké množství letadel podle návrhů firmy Short vyrobily další společnosti, včetně Brush Electrical Engineering Co. Ltd., Robey & Co. Ltd., J Samuel White, Frederick Sage & Co. Ltd., S E Saunders Limited, Phoenix Dynamo Manufacturing Company, Supermarine Aviation Works Ltd., Mann, Egerton & Co. Ltd. a Westland Aircraft Works Ltd.
Letadla Short Folders se účastnily mnoha bojů první světové války, zejména náletu na německé císařské námořnictvo v Cuxhavenu o Vánocích v roce 1914, Dardanel a poškození SMS Königsberg v deltě řeky Rufiji ve východní Africe v červenci 1915. Válečné oblasti, kde sloužily různé „foldery", sahaly od polárního kruhu přes Středomoří a Afriku až po Mezopotámii, ačkoli tehdejší motory neměly v horkém podnebí a ve velkých výškách ideální výkon.
Po první světové válce byla většina z nich vyřazena, i když některé zůstaly ve službě u řeckého námořnictva až do dvacátých let 20. století a u estonského letectva až do třicátých let 20. století.

## Typy skládacích letadel Short Brothers z první světové války
(v závorce jsou uvedeny přibližné počty vyrobených kusů)
- Short S.41 – experimentální prototyp (3)
- Short S.63 – průzkumný hydroplán (4)
- Short typ 81 – průzkumný/bombardovací/torpédonosný hydroplán (5)
- Short typ 166 – průzkumný/bombardovací hydroplán (26)
- Short S.184 – průzkumný/bombardovací/nosič torpéd hydroplán (936)
- Short Bomber – dálkový pozemní bombardovací letoun (83)
- Short typ 827 – průzkumný/bombardovací hydroplán (108)
- Short typ 830 – průzkumný/bombardovací hydroplán (18)
- Short  310 – průzkumný hydroplán/torpédový bombardér (128)
- Short 320 – průzkumný hydroplán/torpédový bombardér (127)

Bylo vyrobeno osm upravených typů 830 s jiným motorem (100 hp Gnome–Monosoupapes místo 135 hp motorů Salmson).